# Chrematistophilie
La chremastistophilie (du grec chremastistes, chrema qui signifie "bien" ou "richesse" et du suffixe philia) est une paraphilie par laquelle une excitation sexuelle est obtenue lorsqu'un individu donne de l'argent à un autre individu, généralement une prostituée ou dans le cadre de relation BDSM (un esclave sexuel). 
La kleptophilie est son opposé, l'excitation sexuelle est alors obtenue par cambriolage, vol ou cassage.
La chremastistophilie est acceptée comme potentiellement létale, parmi d'autres paraphilies incluant, mais non limitées à l'asphyxiophilie, l'autassassinophilie et l'hybristophilie.